# Alfoz de Toro
Alfoz de Toro és una de les comarques naturals i històriques de la província de Zamora. té una població de 13377 habitants, dels quals 9466 viuen al cap comarcal que és Toro.
Antigament havia existit una província de Toro que comprenia els partits judicials de Carrión de los Condes i Reinosa, però que va ser suprimida el 24 d'agost de 1808, quan aquests territoris es van integrar a les províncies de Santander, Palència, Valladolid i Zamora.

## Municipis
- Abezames.
- Fresno de la Ribera.
- Fuentesecas.
- Matilla la Seca.
- Morales de Toro.
- Peleagonzalo.
- Pinilla de Toro.
- Pozoantiguo.
- Tagarabuena.
- Toro.
- Valdefinjas.
- Vezdemarbán.
- Villalonso.
- Villardondiego.
- Villavendimio.